# 김관호 (축구 선수)
김관호(1983년 4월 3일 ~ )는 대한민국의 축구 선수이며, 포지션은 미드필더이다.